# ITS Cup 2018
ITS Cup 2018 byl tenisový turnaj pořádaný jako součást ženského okruhu ITF, který se odehrával na otevřených antukových dvorcích v areálu OMEGA centrum sportu a zdraví. Událost s rozpočtem 80 000 dolarů a poskytující Hospitality probíhala mezi 16. až 22. červencem 2018 v Olomouci jako desátý ročník turnaje. 

## Ženská dvouhra

### Nasazení
| Země                            | Hráčka              | WTA | Nasazení |
| ------------------------------- | ------------------- | --- | -------- |
| Česko                           | Kateřina Siniaková  | 42  | 1        |
| Ukrajina                        | Kateryna Kozlovová  | 67  | 2        |
| Česko                           | Kristýna Plíšková   | 77  | 3        |
| Ukrajina                        | Anhelina Kalininová | 125 | 4        |
| Francie                         | Fiona Ferrová       | 160 | 5        |
| Nizozemsko                      | Richèl Hogenkampová | 161 | 6        |
| Česko                           | Barbora Krejčíková  | 200 | 7        |
| Slovensko                       | Michaela Hončová    | 220 | 8        |
| Žebříček WTA k 2. červenci 2018 |                     |     |          |

### Jiné formy účasti
Následující hráčky obdržely divokou kartu do hlavní soutěže:
- Nikola Břečková
- Magdaléna Pantůčková
- Anastasia Pribylovová
- Barbora Štefková

Následující hráčky postoupily z kvalifikace:
- Anastasia Dețiuc
- Petra Krejsová
- Maria Marfutinová
- Ioana Loredana Roșcová

Následující hráčky postoupily z kvalifikace jako tzv. šťastné poražené:
- Pia Königová
- Victoria Munteanová

## Přehled finále

### Ženská dvouhra
- Fiona Ferrová vs.  Karolína Muchová, 6–4, 6–4

### Ženská čtyřhra
- Petra Krejsová /  Jesika Malečková vs.  Lucie Hradecká /  Michaëlla Krajiceková, 6–2, 6–1